# Condado de Ashtabula
El condado de Ashtabula (en inglés: Ashtabula County) es uno de los 88 condados del estado estadounidense de Ohio. La sede del condado es Jefferson, y su mayor ciudad es Ashtabula. El condado tiene una superficie de 3.544 km² (de los cuales 1.725 km² están cubiertos por agua) y una población de 102.728 habitantes, para una densidad de población de 56 hab/km² (según censo nacional de 2000). Este condado fue fundado en 1808.